# Ofrenda (cristianismo)
La ofrenda en cristianismo es un regalo para la  Iglesia puede ser de comida, ropa, dinero etc. En el culto cristiano, hay una parte reservada para la recolección de donaciones. La ofrenda también se puede dar fuera de la celebración a través de Internet.

## Historia

### Origen
En la Biblia, la ofrenda es un acto de gratitud a Dios. En el momento de Moisés, Dios dio ciertas recetas al pueblo de Israel. En particular, debía traerle parte de su riqueza a modo de gratitud por la tierra que Dios le dio para heredarla. Las ofrendas eran en gran parte productos agrícolas: trigo,  cebada, aceite, animales y la cantidad era una décima parte de sus ingresos, el diezmo.

### Nueva Alianza
En el Nuevo Testamento, especialmente en la Epístola a los gálatas en el capítulo 6, Pablo de Tarso recuerda el compromiso de los creyentes con su  pastor y los pobres. En este mismo libro, la ofrenda se compara con una semilla. Estos conceptos se reflejan en el capítulo 9 de la Segunda epístola a los corintios. La motivación del donante ya no es una obligación, sino que debe ser una elección libre por generosidad. Pablo de Tarso ha realizado varias colecciones para ayudar a las personas necesitadas. Además, la ofrenda se presenta como un apoyo para la  misión y un signo de compasión por los pobres.

### Métodos

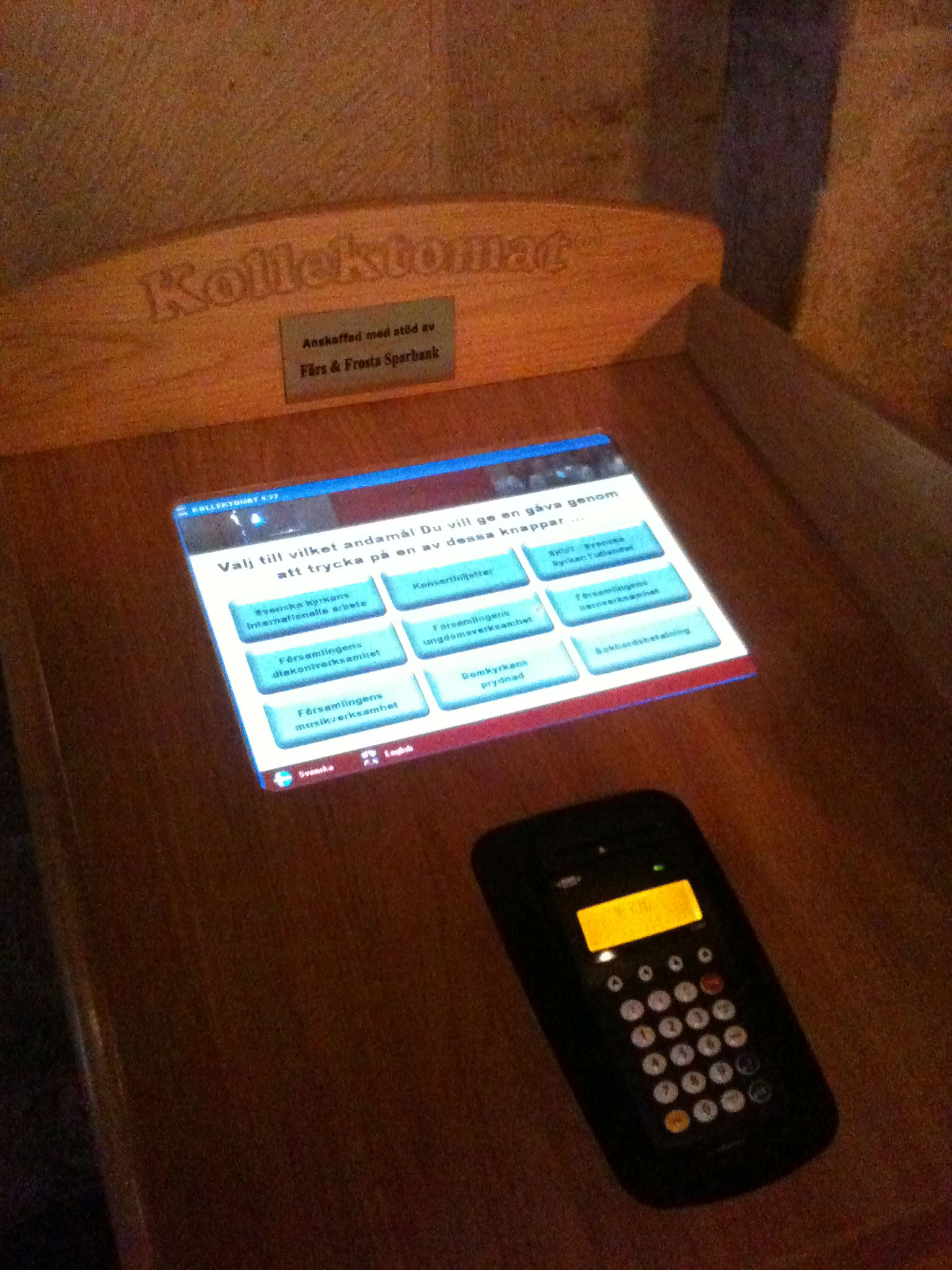
Un datáfono en la Catedral de Lund, Suecia.

Históricamente, se recogía en un plato de ofrendas, una canasta, un bolso, o un cepillo.
En el siglo XXI se han utilizado nuevos métodos, como un datáfono o un carrito de compras conectado.
En las iglesias evangélicas, el pago por internet y el pago móvil son los métodos más utilizados.

## Uso
La ofrenda se pone al servicio de la Iglesia, por ejemplo, para el apoyo de los ministros de Dios,  pastores y  misioneros, los costes de mantenimiento de edificios, programas, ayudando a los desfavorecidos (ayuda humanitaria cristiana). Para las iglesias afiliadas, la ofrenda también apoya los servicios de su  denominación (como organizaciones misioneras, hospitales, escuelas e institutos teológicos). Según un estudio de 2014 de 1,605 iglesias en Estados Unidos por Christianity Today, los cinco gastos principales son salarios del personal (ministros) al 47%, los ministerios y el apoyo (ayuda humanitaria cristiana) al 9%, el lugar de culto (hipoteca o alquiler del edificio al 7%, servicios públicos al 7%, mantenimiento al 5%), apoyo a misiones internacionales al 5% y apoyo a misiones locales al 4%.
Un estudio realizado en 2016 por la Red de Liderazgo y el Grupo de Búsqueda de Vanderbloemen entre 1,252 iglesias en Estados Unidos, en Canadá, en Sudáfrica y Gran Bretaña, dio cifras similares.
En 1948, el evangelista Billy Graham y su equipo de evangelización establecieron el Modesto Manifesto, un código de ética de vida y trabajar para protegerse contra las acusaciones de abuso financiero, sexual y de poder.
Este código incluye reglas para recolectar ofrendas en iglesias, trabajar solo con iglesias que apoyan el evangelismo cooperativo, usar estimaciones oficiales de multitudes en eventos al aire libre y el compromiso de nunca estar solo con una mujer que no sea su esposa, a menos que haya otra persona presente.

## Controversias
En el siglo XVI, muchos teólogos protestantes criticaron la venta de indulgencias por la Iglesia Católica, por la remisión de los pecados.
Una doctrina particularmente controvertida en las iglesias evangélicas es la de la teología de la prosperidad, que se difundió en los años 1970 y 1980 en los Estados Unidos, principalmente por televangelistas pentecostals y carismáticos
 Esta doctrina se centra en la enseñanza de la fe cristiana como un medio para enriquecerse financiera y materialmente, a través de una "confesión positiva" y una contribución a los ministerios cristianos. Promesas de sanidad divina y  prosperidad está garantizada a cambio de ciertas cantidades de donaciones. Algunos pastores amenazan a los que no diezman con maldiciones, ataques del demonio y pobreza. Las ofrendas y el diezmo ocupan mucho tiempo en los cultos. Las colectas de ofrendas son múltiples o separadas en varios canastos o sobres con el fine de estimular las contribuciones de los fieles. A menudo asociado con el diezmo obligatorio, esta doctrina a veces se compara con un negocio religioso. En 2012, el Consejo Nacional de los Evangélicos de Francia publicó un documento denunciando esta doctrina, mencionando que la prosperidad sí era posible para un creyente, pero que esta teología llevada al extremo conduce al materialismo y a la idolatría, que no es la propósito del evangelio. Los pastores pentecostales que se adhieren a la teología de la prosperidad han sido criticados por los periodistas por su estilo de vida bling-bling (ropa de lujo, casas grandes, autos de alta gama, avión privado, etc.)
Desde la década de 1970, varios escándalos financieros de malversación de fondos han sido reportados en iglesias y organizaciones evangélicas. El Consejo Evangélico para la Responsabilidad Financiera fue fundado en 1979 para fortalecer la integridad financiera en las organizaciones e iglesias evangélicas que voluntariamente desean ser miembros y someterse a auditorías contables anuales.
En 2015, el autor estadounidense del libro "Sunday Morning Stickup" acusó a algunas iglesias cristianas de usar  culpa estrategias para recoger ofrendas y diezmo de los fieles. En particular, distorsionando ciertos pasajes de la Biblia para hacer las contribuciones obligatorias, levantando los grandes donantes y haciendo perder ventajas a los miembros que no darían lo suficiente.
Algunas iglesias suelen utilizar el relato de la ofrenda de la viuda (Evangelio según Lucas, capítulo 21) para animar a los fieles a seguir su ejemplo y hacer grandes ofrendas, a pesar de una situación precaria. Varios teólogos han criticado esta interpretación.  Conectan esta historia con la condena de Jesús a los líderes religiosos que devoran las casas de las viudas en el versículo anterior (Evangelio según Lucas, capítulo 20). Así Jesús no hubiera querido mostrar el ejemplo de un donante generoso, sino denunciar un caso de injusticia.